# توستیتوز
توستیتوز (انگلیسی: Tostitos) یک نام تجاری فریتو-لی است که چیپس‌های مختلف تورتیلا و طیف وسیعی از دیپ را تولید می‌کند.